# Johannes Dobricius
Johannes Dobricius, auch Dabritius (* 25. Februar 1576 in Zittau; † 3. September 1653 in Breslau) war ein deutscher Arzt, Astrologe und Alchemist.

## Leben
Johannes Dobricius wurde am 25. Februar 1576 in Zittau als Sohn des Seifensieders Anton Dobricius und seiner Frau Justina Gründer geboren. Eine voruniversitäre Ausbildung absolviert er in Berlin (1596) und Breslau (1597). Dann folgte ein Studium der Medizin mit Stationen in Wittenberg (ab 1600), Magister in Leipzig (1602), Immatrikulation in Tübingen (1603), danach Köln, Leiden (1605), sowie Canterbury und Oxford. 1607 Promotion in Basel. 1607 Heirat mit Martha Werner in Breslau, nach deren Tod (1617) 1623 zweite Heirat mit Elisabeth Jordan. Ab 1613 Pestarzt in Breslau und ab 1636 bis zu seinem Tod 1653 war er dort Stadtphysicus.

## Wirken
Ausweislich einiger Gelegenheitsschriften betätigte sich Dobricius außer als Arzt auch als Dichter und nannte sich später „P.L.C.“ (= Poeta Laureatus Caesareus, gekrönter kaiserlicher Dichter). 
Seine Hauptleidenschaft scheint aber der Astronomie und Astronomie gegolten zu haben. Schon 1604 ließ Dobricius eine Schrift zur Nova desselben Jahres erscheinen. 1612 erschien dann seine bekannteste astronomisch-astrologische Schrift in Liegnitz, „Chronomenytor, das ist Zeiterinnerer“. Das Werk gilt als ein Wegbereiter des Chiliasmus, das heißt der Annahme, dass die Welt in ihrer jetzigen Form kurz vor ihrem Ende sei, und die Errichtung eines „tausendjährigen“ Reichs durch Jesus Christus kurz bevorstehe. Dies wird aus Himmelszeichen, wie der Supernova des Jahres 1604 und mehreren aufeinanderfolgenden Planetenkonjunktionen abgeleitet. 
Dobricus erstellte aber wohl auch Horoskope für einzelne Gönner, erhalten hat sich eines für den späteren Kaiser Matthias II.
1627 war Dobricus auf Schloss Hardenberg kurzzeitig inhaftiert, weil er sich vertraglich verpflichtet hatte, ein Aurum potabile zu liefern, dies aber nicht einhalten konnte. Dies zeigt, dass er auch alchemistisch gewirkt haben muss.

## Schriften
- Determinatio tabis medica inauguralis. Basel 1607 (Dissertation) Digital abrufbar bei der SLUB.
- Chronomēnytōr das ist/ Zeiterinner: In welchem durch anleitung einer Astrologischen der nechst vollnbrachten siebenfächtigen grossen Conjunction der oberen zweien Planeten/ und des darauff erfolgten neuen Sternes zugleich/ Dann aber auch insonderheit einer Mystischen und mit den Zahlen heiliger Schrifft vergliechenen contemplation kürtzlichen erkleret und angezeiget wird/ In was vor einer zeit wir jetzo sein/ und was nun mehr unfehlbar der Welt und uns schierkünfftig zugewarten. Lignitz 1612. Digital abrufbar bei der HAB.